# Collège-lycée Ampère
Das Collège-lycée Ampère ist eine Schule in Lyon mit bedeutender Vergangenheit.

## Geschichte
Die Schule wurde 1519 von Mitgliedern der Dreifaltigkeitsbruderschaft (Confrèrie de la Trinité) gegründet und daher auch als Dreifaltigkeitsschule (Collège de la Trinité) bezeichnet. Ab 1565 wurde sie von Jesuiten geführt, die die Gebäude erweiterten, neue Schulfächer einführten und der Schule zu überregionaler Bedeutung verhalfen.
Sie ließen auf dem Schulgelände fünf Kapellen errichten. Die größte von ihnen, die Dreifaltigkeitskapelle (Chapelle de la Trinité), auch „große Kapelle“ genannt, wurde von 1617 bis 1622 im Barockstil gebaut und erhielt 1754 von Jean-Antoine Morand eine neue Ausstattung. 1762 folgten den Jesuiten die Oratorianer.

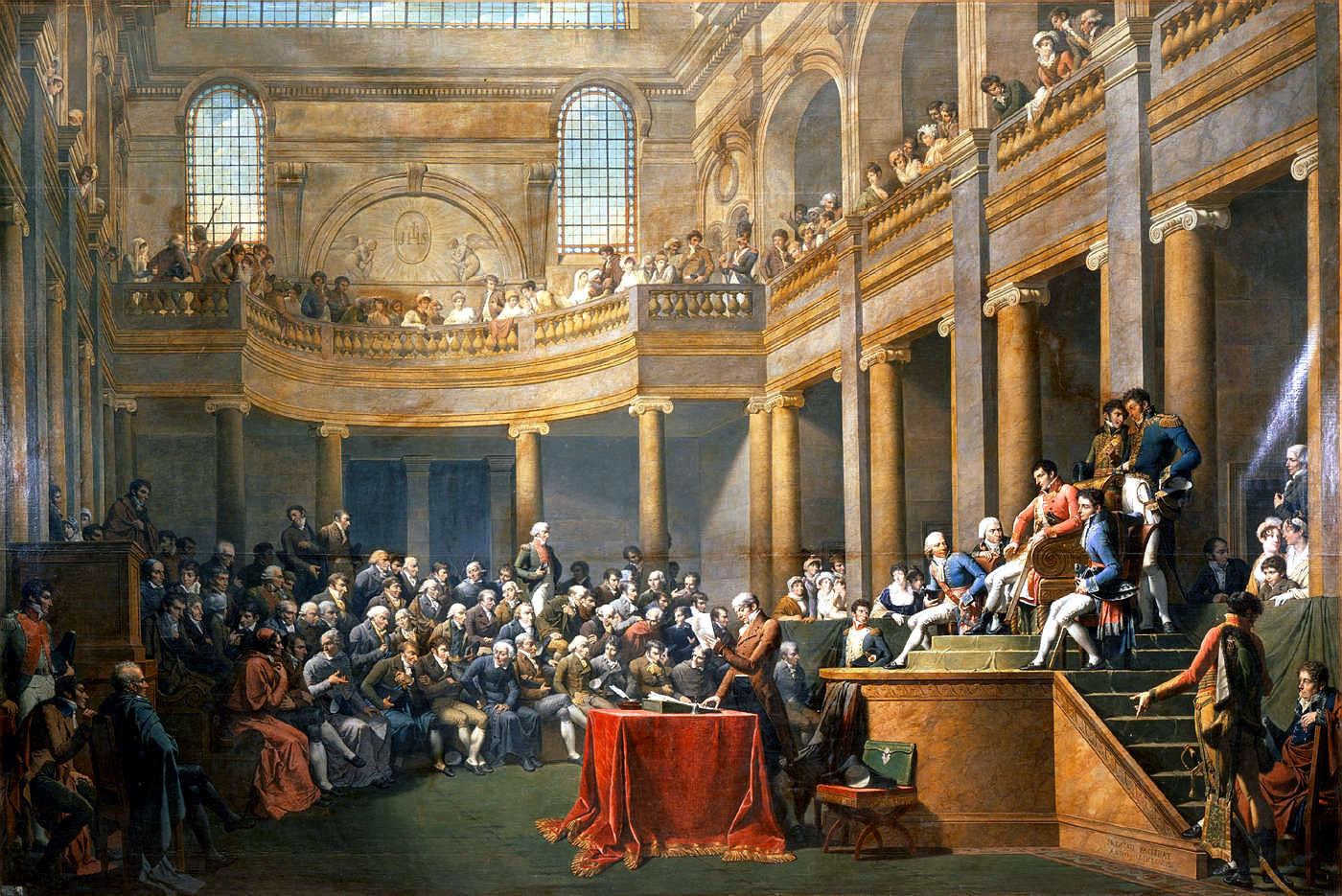
Delegiertenversammlung der Cisalpinischen Republik im Januar 1802 in der Dreifaltigkeitskapelle, Gemälde von Nicolas-André Monsiau

1792 wurden die Oratorier im Zuge der Französischen Revolution enteignet und die Schule erhielt den Namen École centrale. 1793 wurde sie im Zuge der Schlacht um Lyon von Truppen besetzt. Von 1799 bis 1801 war André-Marie Ampère dort als Mathematiklehrer tätig. Vom 11. bis zum 26. Januar 1802 tagte in der Dreifaltigkeitskapelle eine außerordentliche Versammlung der Delegierten der Cisalpinischen Republik. Am 26. Januar trug diese Napoléon Bonaparte die Präsidentschaft an, der daraufhin in seiner Antrittsrede die Italienische Republik ausrief.
Ab 1803 hieß die Schule Lycée impériale (Kaiserliches Gymnasium) und wurde vom französischen Staat verwaltet. Nach Napoleons Sturz hieß sie Collège royale (Königliche Hochschule). 1844 baute man auf der Höhe der Schule eine Fußgängerbrücke über die Rhône, die den Schülern, die links der Rhône lebten, den Schulweg verkürzen sollte. Diese Brücke ist heute die älteste erhaltene Rhonebrücke in Lyon. Nach der Revolution von 1848 wurde die Schule in Lycée de Lyon und 1888 schließlich in Lycée Ampère umbenannt. Berühmte Schüler des 19. Jahrhunderts waren Alphonse Daudet und Charles Baudelaire.
An der Wende zum 20. Jahrhundert wurde Édouard Daladier hier unterrichtet. 1904 gründete man die noch heute bestehende Zweigstelle in der Avenue de Saxe. Nach dem Ersten Weltkrieg, dem über 500 Schüler und Lehrer zum Opfer fielen, wurde ein Teil der Schule in das neu gegründete Lycée du Parc (Parkgymnasium) überführt und die Räumlichkeiten wurden von Grund auf erneuert. Zahlreiche Schüler der Schule sind berühmt geworden, unter diesen sind beispielsweise der sozialistische Politiker Robert Badinter und der Fußballtrainer Raymond Domenech.

## Gegenwart
Heute werden an den beiden Standorten Bourse (31, rue Bourse) und Saxe (149, Avenue Maréchal de Saxe) auf mehrere Bildungswege verteilt in 50 Klassen ca. 1500 Schüler unterrichtet. Rektor (Proviseur) ist Jean Marie Boucly.